# Pamphobeteus vespertinus
Pamphobeteus vespertinus là một loài nhện trong họ Theraphosidae.
Loài này thuộc chi Pamphobeteus. Pamphobeteus vespertinus được Eugène Simon miêu tả năm 1889.